# Supercopa de Baréin
La Supercopa de Baréin es un torneo eliminatorio de fútbol celebrado en Baréin que enfrenta al campeón de la Liga Premier de Baréin y de la Copa del Rey de Bahréin.

## Campeones
| Temporada | Campeón        | Resultado      | Finalista      |
| --------- | -------------- | -------------- | -------------- |
| 2006      | Al-Muharraq SC | 3-2            | Al-Najma       |
| 2007      | Al-Najma       | 3-2            | Al-Riffa SC    |
| 2008      | Al-Najma       | 1-0            | Busaiteen Club |
| 2009-2012 | No disputada   | No disputada   | No disputada   |
| 2013      | Al-Muharraq SC | 2-1            | Busaiteen Club |
| 2014      | East Riffa SCC | 1-1 (6-5 pen.) | Al-Riffa SC    |
| 2015      | Hidd SCC       | 1-1 (6-5 pen.) | Al-Muharraq SC |
| 2016      | Hidd SCC       | 1-0            | Al-Muharraq SC |
| 2017      | Manama         | 1-1 (4-2 pen.) | Malkiya        |
| 2018      | Al-Muharraq SC | 2-2 (4-3 pen.) | Al-Najma       |

## Títulos por club
| Club           | Campeón | Años campeón     |
| -------------- | ------- | ---------------- |
| Muharraq Club  | 3       | 2006, 2013, 2018 |
| Al-Najma Club  | 2       | 2007, 2008       |
| Al-Hidd SCC    | 2       | 2015, 2016       |
| East Riffa SCC | 1       | 2014             |
| Manama Club    | 1       | 2017             |